# 한텍
주식회사 한텍(Hantech)은 대한민국의 화공장치 및 초저온 탱크 제조 기업이다.

## 역사 및 현황
1973년 한국비료 기계장치사업부로 출발해 1994년 삼성그룹 인수 후 삼성정밀화학으로 사명을 바꾼 후 기기제조 사업부가 구조조정 대상이 되자 제작차장이었던 박 대표이사가 과감히 분사를 주도해 자신을 포함한 25명을 이끌고 퇴직금을 자본금 10억원으로 한텍을 차렸다.

## 같이 보기
- SNT에너지
- 일진파워
- 롯데정밀화학